# شعب الحدر (طور الباحة)

تعديل مصدري - تعديل

شعب الحدر هي إحدى قرى عزلة طور الباحة بمديرية طور الباحة التابعة لمحافظة لحج، بلغ تعداد سكانها 66 نسمة حسب تعداد اليمن لعام 2004.